# Jules Gélibert

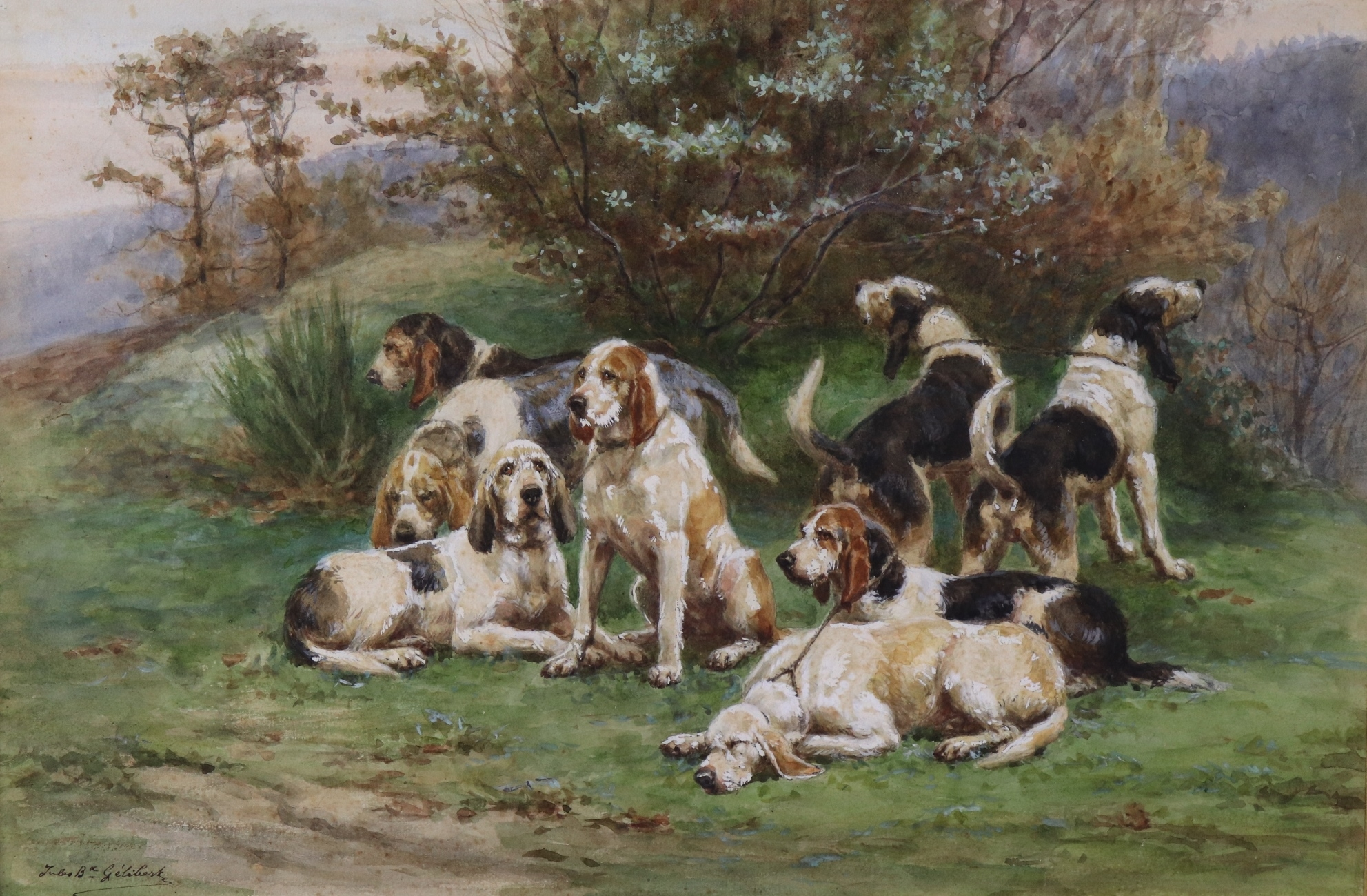
Jagdhundmeute

Jules-Bernard Gélibert (* 27. November 1834 in Bagnères-de-Bigorre; † 18. April 1916 in Capbreton) war ein französischer Tiermaler und Tierbildhauer.
Jules Gélibert entstammte einer französischen Künstlerfamilie. Sein Vater, Paul-Jean-Pierre Gélibert (1802–1882) war ein Landschafts- und Tiermaler sowie Lithograf, sein jüngerer Bruder Gaston Gélibert (1850–1931) wurde ebenfalls Tiermaler. Beide Brüder erhielten den ersten Malunterricht von ihrem Vater.
Jules Gélibert war in der Kunstschule von Toulouse Schüler vom Bildhauer Bernard Griffoul-Dorval (1788–1861), widmete sich aber neben der Tierskulptur auch der Tiermalerei. Er malte meist Jagdszenen und Meuten von Jagdhunden. Einige Bilder malte er gemeinsam mit seinem Bruder Gaston.